# ジー・イージー
ジー・イージー（G-Eazy、本名: Gerald Earl Gillum、1989年5月24日 - ）は、アメリカ合衆国オークランド出身のラッパーである。
2014年、メジャー・デビュー・アルバム『These Things Happen』は、米ビルボード200で3位を記録した。続くアルバム『When It's Dark Out』（2015年）からの楽曲「Me, Myself & I」は米ビルボード・ホット100のトップ10入りを果たす。2017年の3作目のアルバム『The Beautiful & Damned』からは「No Limit」が全米4位とヒットした。2020年には4作目のアルバム『Everything's Strange Here』がリリースされた。

## 来歴

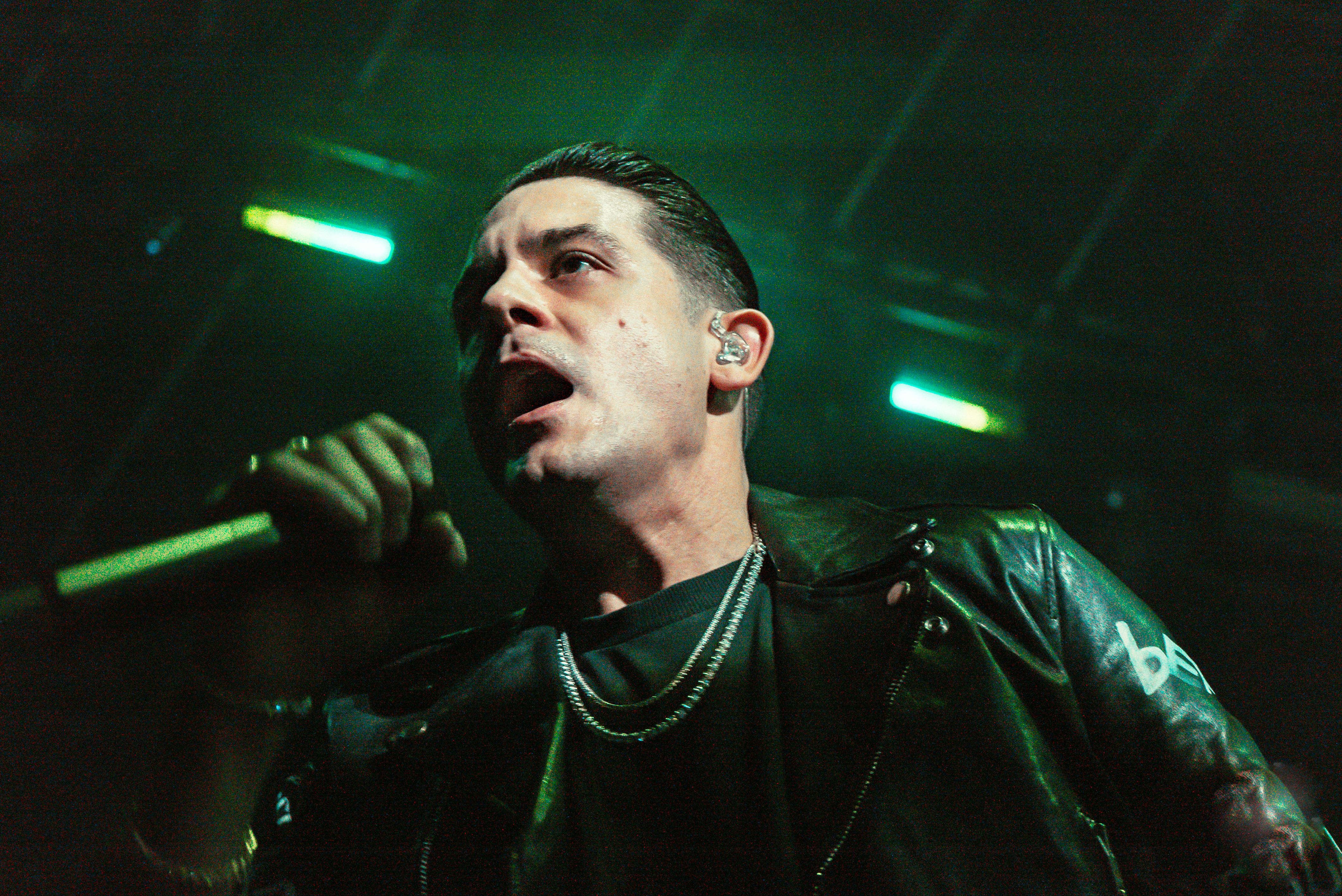
ライブでのG-Eazy（2018年）

2014年、メジャー・デビュー・アルバム『These Things Happen』をリリースし、米ビルボード200で3位を記録した。
2015年、アルバム『When It's Dark Out』をリリース、楽曲「Me, Myself & I」は米ビルボード・ホット100で最高7位を記録する。また同年、「ロスト・イン・トランスレーション」できゃりーぱみゅぱみゅの楽曲「PONPONPON」をサンプリングをし、日本でも話題になる。
2017年、3作目のアルバム『The Beautiful & Damned』をリリース、楽曲「No Limit」が全米4位とヒットした。また同年、歌手のケラーニとコラボした楽曲「Good Life」が、映画『ワイルドスピードICEBREAK』のサウンドトラックに起用され世界中で注目を集めた。更にサマーソニックの為にケラーニと共に初来日を果たし、日本で初パフォーマンスを行った。
2020年、4作目のアルバム『Everything's Strange Here』がリリースされた。

## ディスコグラフィー

### アルバム
- The Epidemic LP (2009)
- Must Be Nice (2012)
- These Things Happen (2014)
- When It's Dark Out (2015)
- The Beautiful & Damned (2017)
- Everything's Strange Here (2020)
- These Things Happen Too（2021)

### シングル
- Lady Killers
- Marilyn"
- Far Alone
- Almost Famous
- Tumblr Girls
- I Mean It
- Lotta That
- Me, Myself & I
- Good Life